# Kälke

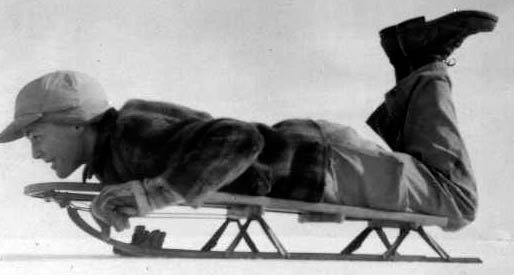
Kälke som snöleksak.

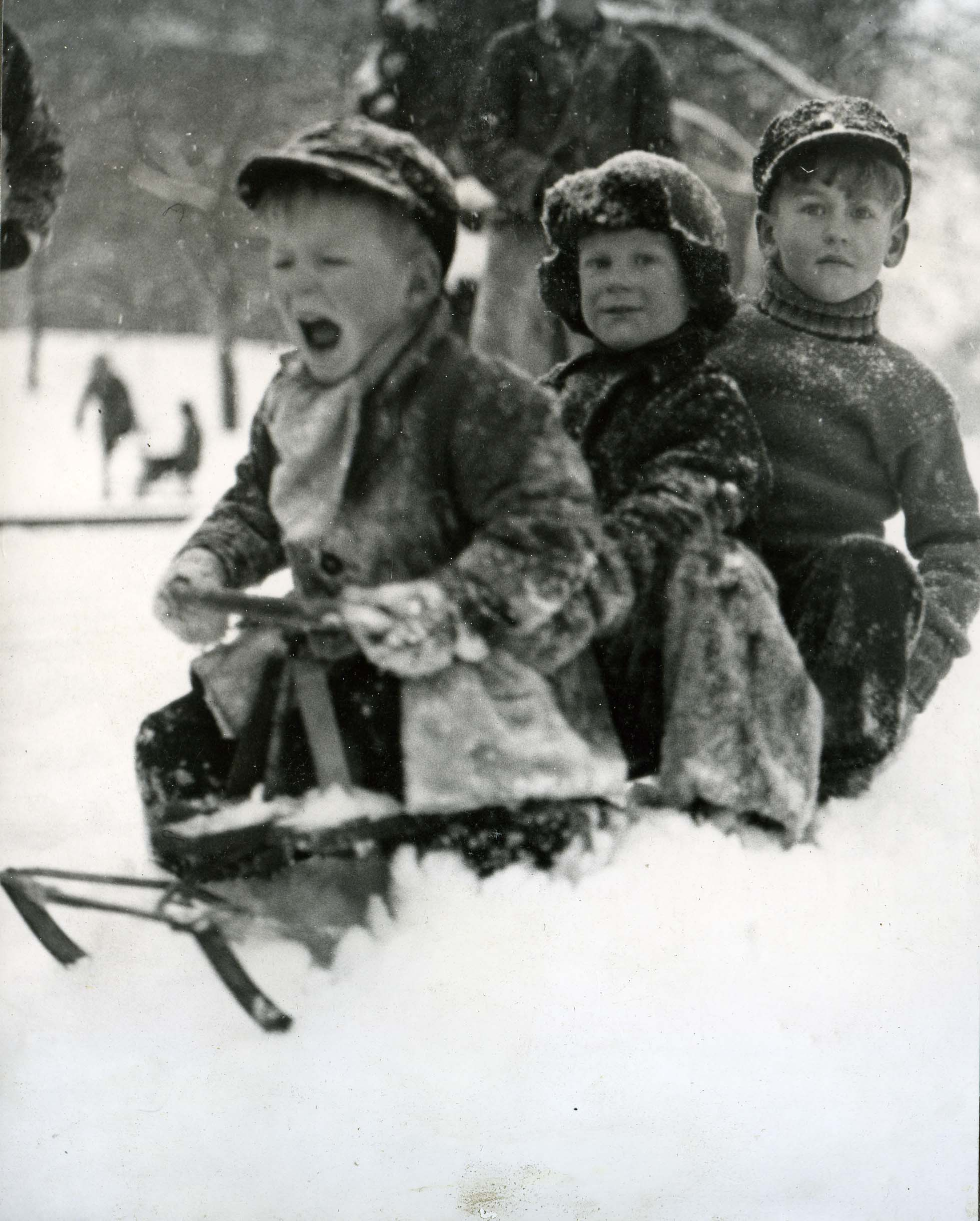
Kälke i Kronobergsparken, Stockholm, 1937.

Kälke, särskilt i Finland även kälka, är ett slädliknande fordon försett med medar och avsett att framföras på snö eller is (även benämnd snökälke eller iskälke). Medarna på en kälke består normalt av metall eller av trä med metallskoning för att inte slitas ut för snabbt. Det finns även kälkar gjorda av plast, bland annat den så kallade Snowracer, en kälke som har ratt och medar av olikfärgad plast. På denna kälke kan flera barn åka samtidigt.
Kälkar kan användas till många olika ting och kan vara utformade på många olika sätt. De kan bland annat vara transportfordon, lekfordon, eller sportfordon.

## Etymologi
Kälke är ett fornsvenskt ord och det finns belägg för ordet från 1500-talet, då även "kälka" var en vanlig ordvariant. Benämningen kälka har levt kvar i vissa delar, särskilt i Finland. Orden är besläktade med köl, vilket relaterar till medarna.

## Definition
Till utformning är kälkar mycket lika slädar och vad som skiljer de åt är delvis en gråzon. Båda är fordon och använder sig av medar för framgång. Nordisk familjebok (ett väl betraktat klassiskt svenskt uppslagsverk) beskriver bland annat till exempel en så kallad kälksläde, en släde med en kälke som underrede. Resterande text om både släde och kälke är oklar i vad som skiljer de åt. Till exempel beskriver Nordisk familjebok en timmerkälke benämnd bordsläde, vilken trots sitt namn kallas timmerkälke och beskrivs som två kälkar i konstruktion. Från detta kan man tolka att släde och kälke historiskt har använts som synonymer och inte har klara riktlinjer. Dock så kan man från de historiska bildexemplen generellt säga att kälkar i jämförelse med slädar är låga i höjd, korta i längd och saknar kaross.

## Varianter
Det finns flera undervarianter av kälken för olika typer av behov.

### Transportkälkar

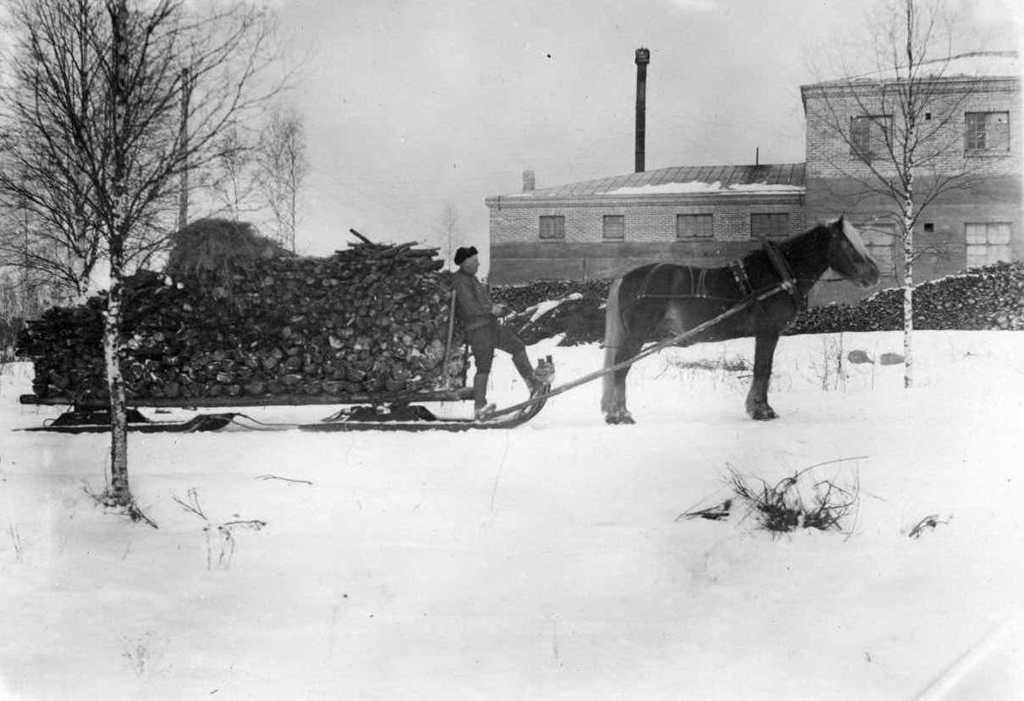
Finsk timmerkälke inte olik den svenska getdoningen eller bordsläden.

Historiskt har kälken primärt använts som transportmedel för flera olika ting och har som följd av detta antagit flera olika utformningar genom tiden. Vissa kälkar har dragits av djur medan andra har dragits eller skjutits för hand.

#### Drög
Drög är en äldre utformning av transportkälke som är ganska kort och bred. Den är försedd med 4 upprättstående stakar, två främre kortare och två bakre högre. Framtill finns en plats för gods eller passagerare.
Drögen styrs och skjuts på av en förare längst bak. Denna står på en med och styr/skjuter på med den frigående foten.

#### Sparkstötting
Sparkstöttingen är en raffinerad version av drögen med mycket finare drag. Den har enbart två stakar, oftast toppade av en ribba för bättre grepp, och är långsmal med långa medar för bättre längdåkning.

#### Timmerkälkar
För transport av timmer i vintermiljö finns så kallade timmerkälkar. Det finns otaliga utformningar men en vanlig svensk variant är den värmländska getdoningen. Getdoningen består av två korta kälkar, en framkälke kallad stötting, och en bakkälke kallad geten. Kälkarna positioneras under timret, stöttingen längst fram och geten längst bak, och dras sedan av häst eller liknande för att transportera timret. Liknande getdoningen finns även en norrländsk timmerkälke vid namn bordsläde. Till skillnad från getdoningen har bordsläden en mycket längre bakkälke.
Den bakre kälken brukar vara fast monterad, medan den främre är vridbar (precis som framhjulen på en fyrhjulig hästvagn), vilket gör att hela timmerkälken kan svänga. Detta gäller oavsett om de två kälkarna fästs/binds direkt mot timret (timmerkälke) eller om de är fästa i en stor gemensam träplatta (stor transportkälke för annat gods). Hästens seldon fästs mot den främre kälken, inte mot timret/träplattan, vilket gör att den främre kälken svänger dit hästen går.

### Lekkälkar
Kälken är en mycket vanlig vinterleksak världen runt och det finns flera olika typer av utformningar för lekkälkar. 

#### Styrkälke
Flera typer av lekkälkar går att styra genom diverse styrmetod. En klassisk typ i Sverige och Finland är den så kallade rattkälken (även kallad snowracer, snöbob, etc) som går att styra genom en ratt. Rattkälkar har vanligen en central styrmed kopplad till ratten, men äldre modeller har ibland styrning för de två huvudmedarna. Dessa styrs genom att medarna är gjorda av bladfjädrar och kan böjas i sidled.
En annan styrkälke som styr genom att böja medarna heter Flexible Flyer. Istället för en ratt böjs medarna dock genom en framaxel. Denna kan manipuleras genom rep eller fötterna i sittande position, alternativt genom händerna i liggande position.

#### Toboggan
Toboggan, även kallad Kanadakälke, är en unik typ av kälke då den enbart består av en med. Historiskt har toboggan sitt ursprung hos den kanadensiska ursprungbefolkningen. Bland annat associeras indianstammarna Cree och Innu med konstruktionen. Namnet toboggan kommer från algonkinordet odabaggan, vilket betyder kälke.

### Sportkälkar
Det finns flera olika sporter som använder kälken som utövningsmedium. Bland dessa sporter finns bland annat rodel, skeleton och kälkhockey. Även bob beskrivs ibland som en kälksport.